# Грибоедовка (Липецкая область)
Грибоедовка — упразднённая деревня в Задонском районе Липецкой области России. На момент упразднения входила в состав Калабинского сельсовета. Исключена из учётных данных в 2001 г.

## География
Располагалась в устье безымянного ручья в месте впадения его в реку Кобылья Снова, на расстоянии примерно (по прямой) в 3,5 км к северо-востоку от села Архангельское.

## История
Село упразднено постановлением главы администрации Липецкой области от 09 июля 2001 года № 110.